# الحب (فلم 2012)
الحب (فيلم) (بالإنجليزية: Amour) سنة 2012. الفيلم من إخراج مايكل هاينيكي ومن بطولة إيزابيل أوبير
.

## القصة
تدور قصة الفيلم عن الأيام الأخيرة في حياة الزوجين المسنين جورج (الذي أدى دوره الممثل الفرنسي جان لوي ترينتنيان) وآنا (التي تقمصت شخصيتها الممثلة إيمانويل ريفا).
حيث جورج هو ذلك الزوج الذي أصيبت زوجته آنا بسكتة دماغية وتأثرت حياتها بعد ذلك وهو بدوره قام بالعناية بها والذي دائما ما يكون مغرما بها متمنيا أن تعود زوجته إلى عافيتها.

## الممثلون والشخصيات
| الممثل        | الشخصية التي لعبها |
| ------------- | ------------------ |
| إيزابيل أوبير | إيفا لوران         |

## الجوائز والترشيحات
فاز الفيلم وترشح لأكثر من 70 جائزة عالمية من أهمها جائزة الأوسكار لأفضل فيلم بلغة أجنبية لعام 2013 .

## وصلات خارجية
- مقالات تستعمل روابط فنية بلا صلة مع ويكي بيانات